# 투표용지
투표용지 (投票用紙, 영어: ballot)는 선거 등에서 투표를 행사할 때 사용되는 도구로, 비밀투표를 위한 작은 용지를 가리킨다.

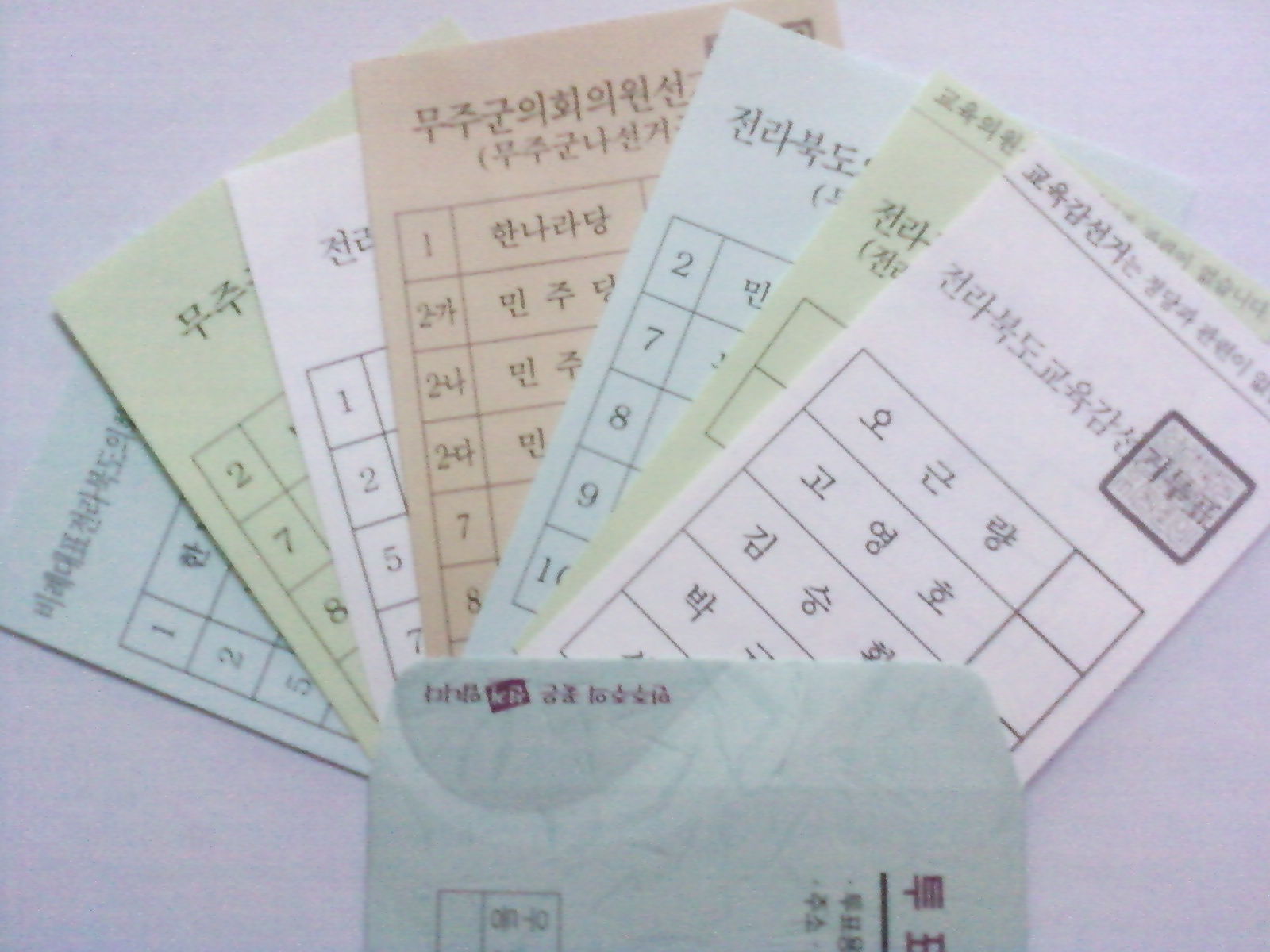
대한민국의 투표용지

투표용지는 대부분의 경우 유권자 한 사람에게 하나씩 배부되며, 그 투표용지는 나눠 가지거나 공유할 수 없다. 간단한 선거에서는 종이 조각에 투표자가 원하는 후보의 이름을 써넣는 식으로 매우 간단한 투표용지를 만들 수 있지만, 나라에서 하는 선거는 비밀 엄수를 위해 사전 인쇄된 통일 규격의 투표용지를 사용한다. 이때 유권자는 자신의 투표용지를 투표소의 투표함에 투입하게 된다.

## 역사

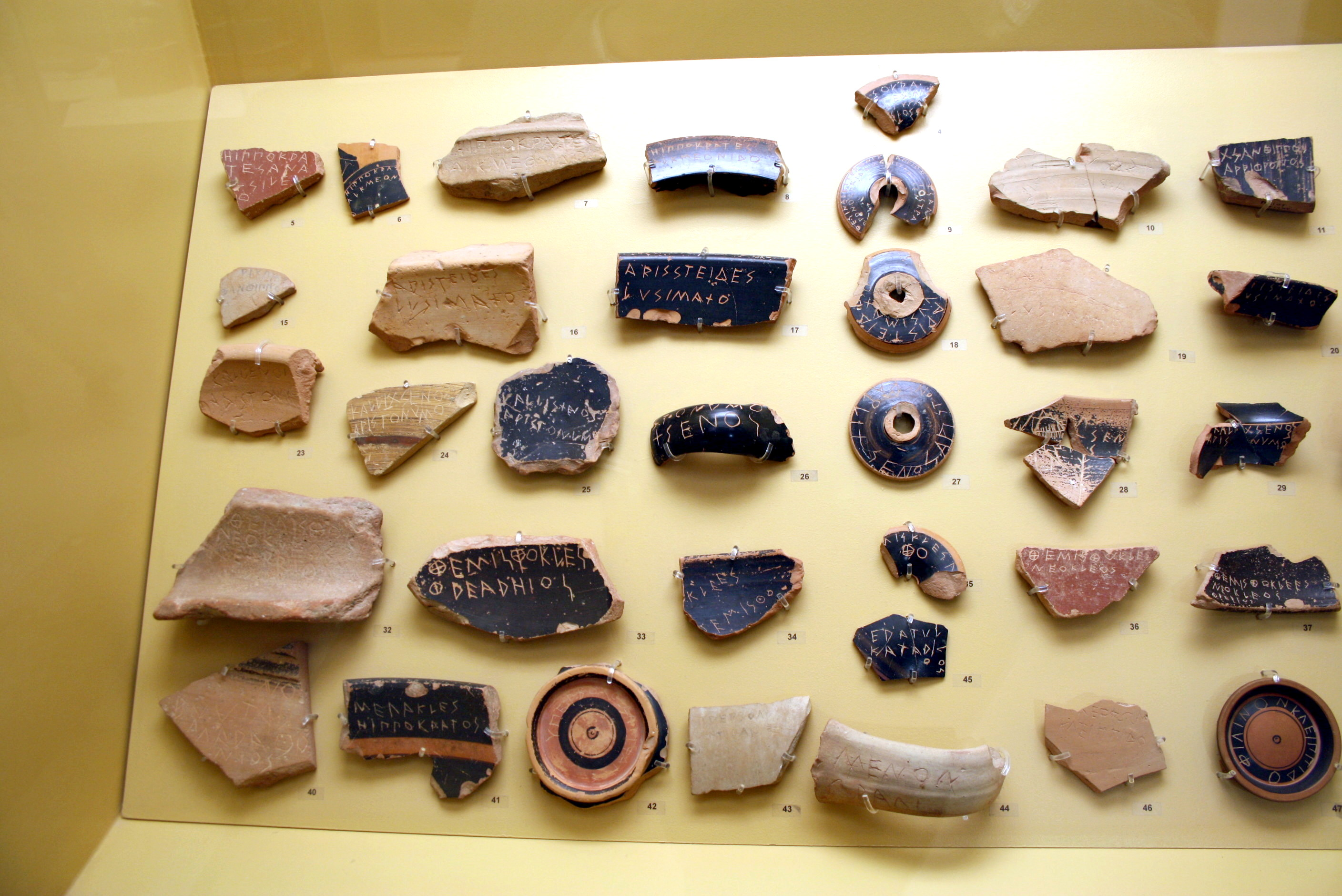
고대 그리스의 오스트라카. 기원전 5세기경.

고대 그리스에서는 독재자가 될 위험이 있는 인물이 나타나면 도자기 파편에 그 사람의 이름을 각자 새겨 내고, 가장 많은 이름이 적힌 사람은 추방시키는 제도가 있었다. 그 도자기 파편은 오스트라콘이라 이름하였으며, 제도 자체는 도자기 파편으로 추방시키는 제도라 하여 도편 추방제라 불렀다.
처음으로 종이로 된 투표용지를 선거에 사용한 것은 기원전 139년 고대 로마에서였다. 서기 920년 고대 인도의 타밀나두 지방에서는 지역 의회를 뽑는 데 야자수 잎을 투표용지로 사용하고, 그 잎을 진흙 도자기에 넣어 득표수를 세었는데 이를 쿠다볼라이 제도라고 불렀다.
미국에서는 1629년 매사추세츠 만 식민지에서 살렘 교회의 목사를 뽑을 때 투표용지를 사용하였다는 기록이 최초이다. 이때 투표용지는 후보자를 표시할 종이 조각이었으며, 각 유권자에게 하나씩 돌아가는 등 지금의 방식과 비슷했다. 대한민국에서는 1948년 5월 4일 대한민국 제헌 국회의원 선거 당시 투표용지를 도입한 것이 처음이다.

## 같이 보기
- 투표 상자